# Coupe du monde de ski alpin 1983-1984
Navigation
Édition précédente Édition suivante
La coupe du monde de ski alpin 1983-1984 commence le 1er décembre 1983 avec le slalom femmes de Kranjska Gora et se termine le 24 mars 1984 avec les slaloms hommes et femmes d’Oslo.
Les hommes disputent 37 épreuves : 10 descentes, 4 super-G, 8 géants, 10 slaloms et 5 combinés.
Les femmes disputent 34 épreuves : 8 descentes, 2 super-G, 7 géants, 11 slaloms et 6 combinés.
Les Jeux olympiques sont disputés à Sarajevo du 13 au 19 février 1984.

## Tableau d'honneur
| Catégorie     | Messieurs         | Dames           |
| ------------- | ----------------- | --------------- |
| Général       | Pirmin Zurbriggen | Erika Hess      |
| Descente      | Urs Räber         | Maria Walliser  |
| Géant Super G | Ingemar Stenmark  | Erika Hess      |
| Slalom        | Marc Girardelli   | Tamara McKinney |
| Combiné       | Andreas Wenzel    | Erika Hess      |

## Résumé de la saison
Pirmin Zurbriggen bat Ingemar Stenmark et remporte le premier grand succès de sa carrière.
Pirmin Zurbriggen marque des points dans toutes les disciplines et fournit une très belle impression.
Ingemar Stenmark est le seul à pouvoir suivre le rythme du suisse, avec notamment 6 victoires en géant et en slalom sur les mois de décembre et janvier.
Juste avant les Jeux olympiques, les 2 skieurs sont seulement séparés par 9 points.
Pirmin Zurbriggen prend l'ascendant lors des tournées américaines et scandinaves en mars et est sacré à Aare grâce à une treizième place en slalom.
Pirmin Zurbriggen devient à 21 ans un des plus beaux vainqueurs de la coupe du monde et est le plus brillant skieur polyvalent depuis Jean-Claude Killy et Karl Schranz. Le suisse est capable de s'imposer en super-G, géant et combiné et de marquer des points importants en descente et en slalom : son potentiel est énorme.
Franz Klammer gagne à Kitzbühel la 25e et dernière descente de sa fabuleuse carrière.
Marc Girardelli remporte 5 slaloms ainsi que la coupe de la spécialité et se classe troisième du classement général.
Erika Hess et Hanni Wenzel – ainsi qu'Irene Epple jusqu'à mi-janvier – se disputent la coupe du monde 1984.
La suissesse marque des points à chaque étape et totalise 7 victoires (3 géants, 2 slaloms et 2 combinés) et 4 podiums.
La skieuse du Liechtenstein s'illustre dans toutes les disciplines et signe des succès retentissants à Haus im Ennstal (descente et géant) en décembre, Badgastein (descente et combiné) en janvier et Zwiesel (slalom) en mars.
Erika Hess, très régulière, remporte sa deuxième coupe du monde de ski à l'issue de la dernière course de la saison.
Hanni Wenzel met un terme à sa carrière à la fin de la saison. Son palmarès est l'un des plus beaux de l'histoire du ski alpin :
- 2 coupes du monde et 5 coupes du monde de spécialités (2 en géant, 2 en combiné et 1 en slalom),
- 33 victoires en coupe du monde (12 géants, 11 slaloms 8 combinés et 2 descentes)
- 2 titres olympiques en géant (1980) et en slalom (1980),
- 2 titres mondiaux en slalom (1974) et en combiné (1980).

Tamara McKinney, la tenante du titre, n'a jamais été en mesure de se mêler à la lutte pour le classement général et se console avec la coupe du monde de slalom.
Maria Walliser gagne la coupe du monde de descente.

## Système de points
Le vainqueur d'une épreuve de coupe du monde se voit attribuer 25 points pour le classement général. Les skieurs classés aux quinze premières places marquent des points.
| Place  | 1er | 2d | 3e | 4e | 5e | 6e | 7e | 8e | 9e | 10e | 11e | 12e | 13e | 14e | 15e |
| ------ | --- | -- | -- | -- | -- | -- | -- | -- | -- | --- | --- | --- | --- | --- | --- |
| Points | 25  | 20 | 15 | 12 | 11 | 10 | 9  | 8  | 7  | 6   | 5   | 4   | 3   | 2   | 1   |

## Classement général
| Rang | Nom               | Points | Victoire(s) | Podium(s) |
| ---- | ----------------- | ------ | ----------- | --------- |
| 1    | Pirmin Zurbriggen | 256    | 4           | 12        |
| 2    | Ingemar Stenmark  | 230    | 7           | 10        |
| 3    | Marc Girardelli   | 222    | 5           | 10        |
| 4    | Andreas Wenzel    | 191    | 4           | 6         |
| 5    | Anton Steiner     | 148    | 1           | 5         |
| 6    | Franz Heinzer     | 129    | 2           | 2         |
| 7    | Urs Räber         | 118    | 2           | 3         |
| 8    | Franz Gruber      | 113    | -           | 4         |
| 9    | Alex Giorgi       | 107    | -           | 2         |
| 10   | Bojan Križaj      | 106    | -           | 2         |
| 11   | Hans Enn          | 105    | 3           | 5         |
| 12   | Erwin Resch       | 91     | 1           | 4         |
| 12   | Max Julen         | 91     | 1           | 1         |
| 14   | Bill Johnson      | 87     | 3           | 3         |
| 15   | Helmut Höflehner  | 85     | 1           | 3         |
| 15   | Phil Mahre        | 85     | -           | 3         |
| 17   | Thomas Bürgler    | 84     | -           | 2         |
| 18   | Petar Popangelov  | 82     | -           | 3         |
| 19   | Jure Franko       | 80     | -           | 3         |
| 20   | Franz Klammer     | 79     | 1           | 3         |

| Rang | Nom                | Points | Victoire(s) | Podium(s) |
| ---- | ------------------ | ------ | ----------- | --------- |
| 1    | Erika Hess         | 247    | 7           | 11        |
| 2    | Hanni Wenzel       | 238    | 5           | 7         |
| 3    | Tamara McKinney    | 195    | 4           | 8         |
| 4    | Irene Epple        | 178    | 2           | 6         |
| 5    | Michela Figini     | 166    | 2           | 4         |
| 6    | Christin Cooper    | 161    | 1           | 9         |
| 7    | Olga Charvátová    | 153    | -           | 3         |
| 8    | Maria Walliser     | 131    | 2           | 5         |
| 9    | Marina Kiehl       | 126    | 1           | 3         |
| 10   | Perrine Pelen      | 122    | 1           | 6         |
| 10   | Elisabeth Kirchler | 122    | -           | 3         |
| 12   | Gerry Sorensen     | 100    | 2           | 2         |
| 13   | Lea Sölkner        | 95     | -           | 2         |
| 14   | Maria Epple        | 92     | -           | 3         |
| 15   | Roswitha Steiner   | 91     | 2           | 4         |
| 16   | Brigitte Oertli    | 89     | -           | 1         |
| 17   | Maria Rosa Quario  | 69     | 1           | 3         |
| 18   | Sylvia Eder        | 67     | -           | 2         |
| 19   | Laurie Graham      | 65     | 1           | 1         |
| 20   | Holly Flanders     | 60     | 1           | 2         |

## Classements de chaque discipline
Les noms en gras remportent les titres des disciplines.

### Descente
| Rang | Nom               | Points | Victoire(s) | Podium(s) |
| ---- | ----------------- | ------ | ----------- | --------- |
| 1    | Urs Räber         | 94     | 2           | 3         |
| 2    | Erwin Resch       | 91     | 1           | 4         |
| 3    | Bill Johnson      | 87     | 3           | 3         |
| 4    | Franz Klammer     | 79     | 1           | 3         |
| 5    | Steve Podborski   | 76     | 1           | 3         |
| 6    | Helmut Höflehner  | 74     | 1           | 3         |
| 7    | Anton Steiner     | 67     | -           | 3         |
| 8    | Franz Heinzer     | 66     | 1           | 1         |
| 9    | Todd Brooker      | 64     | -           | 2         |
| 10   | Pirmin Zurbriggen | 59     | -           | 1         |

| Rang | Nom                       | Points | Victoire(s) | Podium(s) |
| ---- | ------------------------- | ------ | ----------- | --------- |
| 1    | Maria Walliser            | 95     | 2           | 5         |
| 2    | Irene Epple               | 94     | 1           | 4         |
| 3    | Hanni Wenzel              | 77     | 2           | 2         |
| 4    | Gerry Sorensen            | 70     | 1           | 1         |
| 5    | Michela Figini            | 67     | 1           | 1         |
| 6    | Holly Flanders            | 64     | 1           | 2         |
| 7    | Sylvia Eder               | 52     | -           | 2         |
| 8    | Ariane Ehrat              | 49     | -           | 1         |
| 9    | Lea Sölkner               | 46     | -           | 1         |
| 10   | Jana Gantnerová-Šoltýsová | 44     | -           | -         |

### Géant / Super G
| Rang | Nom               | Points | Victoire(s) | Podium(s) |
| ---- | ----------------- | ------ | ----------- | --------- |
| 1    | Ingemar Stenmark  | 115    | 4           | 5         |
| 2    | Pirmin Zurbriggen | 115    | 3           | 8         |
| 3    | Hans Enn          | 105    | 3           | 5         |
| 4    | Marc Girardelli   | 92     | -           | 4         |
| 5    | Jure Franko       | 68     | -           | 3         |
| 6    | Hubert Strolz     | 65     | -           | 2         |
| 7    | Max Julen         | 60     | 1           | 1         |
| 8    | Andreas Wenzel    | 58     | 1           | 1         |
| 9    | Thomas Bürgler    | 54     | -           | 1         |
| 10   | Martin Hangl      | 49     | -           | 1         |
| 10   | Alex Giorgi       | 49     | -           | 1         |
| 10   | Guido Hinterseer  | 49     | -           | -         |

| Rang | Nom                | Points | Victoire(s) | Podium(s) |
| ---- | ------------------ | ------ | ----------- | --------- |
| 1    | Erika Hess         | 115    | 3           | 5         |
| 2    | Christin Cooper    | 90     | 1           | 6         |
| 3    | Tamara McKinney    | 85     | 2           | 2         |
| 4    | Marina Kiehl       | 77     | 1           | 2         |
| 5    | Hanni Wenzel       | 69     | 1           | 2         |
| 6    | Michela Figini     | 64     | -           | 2         |
| 7    | Elisabeth Kirchler | 55     | -           | 1         |
| 8    | Maria Epple        | 53     | -           | 2         |
| 9    | Perrine Pelen      | 51     | -           | 1         |
| 10   | Carole Merle       | 37     | -           | 1         |

### Slalom
| Rang | Nom                   | Points | Victoire(s) | Podium(s) |
| ---- | --------------------- | ------ | ----------- | --------- |
| 1    | Marc Girardelli       | 125    | 5           | 6         |
| 2    | Ingemar Stenmark      | 115    | 3           |           |
| 3    | Franz Gruber          | 82     | -           | 4         |
| 4    | Petar Popangelov      | 77     | -           | 3         |
| 5    | Bojan Križaj          | 66     | -           |           |
| 6    | Andreas Wenzel        | 60     | 1           | 2         |
| 7    | Paolo De Chiesa       | 57     | -           | 2         |
| 8    | Robert Zoller         | 55     | 1           | 2         |
| 9    | Lars Goran Halvarsson | 44     | -           | 2         |
| 9    | Phil Mahre            | 44     | -           | 1         |

| Rang | Nom                      | Points | Victoire(s) | Podium(s) |
| ---- | ------------------------ | ------ | ----------- | --------- |
| 1    | Tamara McKinney          | 110    | 2           | 5         |
| 2    | Roswitha Steiner         | 100    | 2           | 4         |
| 3    | Perrine Pelen            | 90     | 1           | 5         |
| 4    | Erika Hess               | 89     | 2           | 3         |
| 5    | Maria Rosa Quario        | 77     | 1           | 3         |
| 6    | Hanni Wenzel             | 65     | 1           | 1         |
| 7    | Małgorzata Tlałka-Mogore | 64     | -           | 2         |
| 8    | Christin Cooper          | 60     | -           | 2         |
| 9    | Anni Kronbichler         | 56     | 1           | 1         |
| 10   | Daniela Zini             | 49     | 1           | 1         |

### Combiné
| Rang | Nom               | Points | Victoire(s) | Podium(s) |
| ---- | ----------------- | ------ | ----------- | --------- |
| 1    | Andreas Wenzel    | 90     | 2           | 3         |
| 2    | Pirmin Zurbriggen | 65     | 1           |           |
| 3    | Anton Steiner     | 54     | 1           | 2         |
| 4    | Franz Heinzer     | 37     | 1           | 1         |
| 5    | Thomas Bürgler    | 28     | -           | 1         |
| 6    | Urs Räber         | 24     | -           |           |
| 7    | Guido Hinterseer  | 21     | -           | -         |
| 8    | Silvano Meli      | 20     | -           | -         |
| 9    | Bruno Kernen      | 19     | -           | -         |
| 10   | Peter Šoltys      | 16     | -           | -         |

| Rang | Nom                | Points | Victoire(s) | Podium(s) |
| ---- | ------------------ | ------ | ----------- | --------- |
| 1    | Erika Hess         | 79     | 2           | 3         |
| 2    | Irene Epple        | 77     | 1           | 2         |
| 3    | Olga Charvátová    | 76     | -           | 2         |
| 4    | Hanni Wenzel       | 69     | 1           | 2         |
| 5    | Michela Figini     | 67     | 1           | 1         |
| 6    | Elisabeth Kirchler | 44     | -           | 1         |
| 6    | Lea Sölkner        | 44     | -           |           |
| 8    | Maria Walliser     | 43     | -           | -         |
| 9    | Tamara McKinney    | 31     | -           | 1         |
| 9    | Marina Kiehl       | 31     | -           | 1         |

## Calendrier et résultats

### Messieurs
| Date                                                | Lieu                      | Épreuve   | Vainqueur         | Second                         | Troisième                        |
| --------------------------------------------------- | ------------------------- | --------- | ----------------- | ------------------------------ | -------------------------------- |
| 2 décembre 1983                                     | Kranjska Gora             | Slalom    | Andreas Wenzel    | Petar Popangelov               | Paul Frommelt                    |
| 4 décembre 1983                                     | Schladming                | Descente  | Erwin Resch       | Harti Weirather                | Steve Podborski                  |
| 9 décembre 1983                                     | Val-d'Isère               | Descente  | Franz Heinzer     | Todd Brooker                   | Harti Weirather                  |
| 10 décembre 1983                                    | Val-d'Isère               | Super G   | Hans Enn          | Pirmin Zurbriggen              | Jure Franko                      |
| 10 décembre 1983                                    | Val-d'Isère               | Combiné   | Franz Heinzer     | Pirmin Zurbriggen              | Leonhard Stock                   |
| 12 décembre 1983                                    | Les Diablerets            | Géant     | Max Julen         | Pirmin Zurbriggen              | Jure Franko                      |
| 13 décembre 1983                                    | Courmayeur                | Slalom    | Ingemar Stenmark  | Bojan Križaj                   | Steve Mahre                      |
| 18 décembre 1983                                    | Val Gardena               | Descente  | Urs Räber         | Todd Brooker                   | Steve Podborski                  |
| 19 décembre 1983                                    | Val Gardena               | Super G   | Pirmin Zurbriggen | Martin Hangl                   | Leonhard Stock                   |
| 20 décembre 1983                                    | Madonna di Campiglio      | Slalom    | Ingemar Stenmark  | Robert Zoller                  | Petar Popangelov                 |
| 20 décembre 1983                                    | Madonna di Campiglio      | Combiné   | Andreas Wenzel    | Thomas Bürgler                 | Alex Giorgi                      |
| 7 janvier 1984                                      | Laax                      | Descente  | Urs Räber         | Franz Klammer                  | Michael Mair                     |
| 10 janvier 1984                                     | Adelboden                 | Géant     | Ingemar Stenmark  | Hubert Strolz                  | Pirmin Zurbriggen                |
| 15 janvier 1984                                     | Wengen                    | Descente  | Bill Johnson      | Anton Steiner                  | Erwin Resch                      |
| 16 janvier 1984                                     | Lenzerheide               | Slalom I  | Marc Girardelli   | Paolo De Chiesa                | Andreas Wenzel                   |
| 17 janvier 1984                                     | Lenzerheide               | Slalom II | Ingemar Stenmark  | Marc Girardelli                | Franz Gruber                     |
| 17 janvier 1984                                     | Lenzerheide II Wengen     | Combiné   | Andreas Wenzel    | Anton Steiner                  | Peter Lüscher                    |
| 21 janvier 1984                                     | Kitzbühel                 | Descente  | Franz Klammer     | Erwin Resch                    | Anton Steiner                    |
| 22 janvier 1984                                     | Kitzbühel                 | Slalom    | Marc Girardelli   | Franz Gruber                   | Bojan Križaj                     |
| 22 janvier 1984                                     | Kitzbühel                 | Combiné   | Anton Steiner     | Pirmin Zurbriggen              | Phil Mahre                       |
| 23 janvier 1984                                     | Kirchberg in Tirol        | Géant     | Ingemar Stenmark  | Marc Girardelli                | Jorgen Sundqvist                 |
| 28 janvier 1984                                     | Garmisch Arlberg-Kandahar | Descente  | Steve Podborski   | Erwin Resch                    | Franz Klammer                    |
| 29 janvier 1984                                     | Garmisch Arlberg-Kandahar | Super G   | Andreas Wenzel    | Pirmin Zurbriggen              | Hans Enn                         |
| 29 janvier 1984                                     | Garmisch Arlberg-Kandahar | Combiné   | Pirmin Zurbriggen | Andreas Wenzel                 | Peter Müller                     |
| 2 février 1984                                      | Cortina d'Ampezzo         | Descente  | Helmut Höflehner  | Urs Räber                      | Conradin Cathomen                |
| 4 février 1984                                      | Borovets                  | Géant     | Ingemar Stenmark  | Marc Girardelli                | Roberto Erlacher                 |
| 5 février 1984                                      | Borovets                  | Slalom    | Marc Girardelli   | Ingemar Stenmark               | Franz Gruber                     |
| Jeux olympiques à Sarajevo du 13 au 19 février 1984 |                           |           |                   |                                |                                  |
| 4 mars 1984                                         | Aspen                     | Descente  | Bill Johnson      | Anton Steiner Helmut Höflehner |                                  |
| 5 mars 1984                                         | Aspen                     | Géant     | Pirmin Zurbriggen | Marc Girardelli                | Phil Mahre                       |
| 6 mars 1984                                         | Vail                      | Slalom    | Robert Zoller     | Petar Popangelov               | Phil Mahre Lars Goran Halvarsson |
| 7 mars 1984                                         | Vail                      | Géant     | Ingemar Stenmark  | Pirmin Zurbriggen              | Hans Enn                         |
| 11 mars 1984                                        | Whistler                  | Descente  | Bill Johnson      | Helmut Höflehner               | Pirmin Zurbriggen                |
| 17 mars 1984                                        | Åre                       | Géant     | Hans Enn          | Hubert Strolz                  | Ingemar Stenmark                 |
| 18 mars 1984                                        | Åre                       | Slalom    | Marc Girardelli   | Franz Gruber                   | Lars Goran Halvarsson            |
| 20 mars 1984                                        | Oppdal                    | Super G   | Pirmin Zurbriggen | Marc Girardelli                | Jure Franko                      |
| 23 mars 1984                                        | Oslo                      | Géant     | Hans Enn          | Alex Giorgi                    | Thomas Bürgler                   |
| 24 mars 1984                                        | Oslo                      | Slalom    | Marc Girardelli   | Ingemar Stenmark               | Paolo De Chiesa                  |

### Dames
| Date                                                | Lieu                      | Épreuve     | Vainqueur         | Seconde                  | Troisième                |
| --------------------------------------------------- | ------------------------- | ----------- | ----------------- | ------------------------ | ------------------------ |
| 1er décembre 1983                                   | Kranjska Gora             | Slalom      | Erika Hess        | Tamara McKinney          | Małgorzata Tlałka-Mogore |
| 7 décembre 1983                                     | Val-d'Isère               | Descente I  | Irene Epple       | Ariane Ehrat             | Caroline Attia           |
| 8 décembre 1983                                     | Val-d'Isère               | Descente II | Maria Walliser    | Irene Epple              | Lea Sölkner              |
| 11 décembre 1983                                    | Val-d'Isère               | Géant       | Erika Hess        | Perrine Pelen            | Hanni Wenzel             |
| 11 décembre 1983                                    | Val-d'Isère               | Combiné     | Irene Epple       | Erika Hess               | Hanni Wenzel             |
| 14 décembre 1983                                    | Sestrières                | Slalom      | Maria Rosa Quario | Roswitha Steiner         | Monika Hess              |
| 14 décembre 1983                                    | Sestrières Val-d'Isère II | Combiné     | Erika Hess        | Lea Sölkner              | Christin Cooper          |
| 17 décembre 1983                                    | Piancavallo               | Slalom      | Roswitha Steiner  | Małgorzata Tlałka-Mogore | Maria Rosa Quario        |
| 21 décembre 1983                                    | Haus im Ennstal           | Descente    | Hanni Wenzel      | Irene Epple              | Maria Walliser           |
| 22 décembre 1983                                    | Haus im Ennstal           | Géant       | Hanni Wenzel      | Maria Epple              | Christin Cooper          |
| 7 janvier 1984                                      | Puy-Saint-Vincent         | Descente    | Gerry Sorensen    | Veronika Vitzthum        | Maria Walliser           |
| 8 janvier 1984                                      | Puy-Saint-Vincent         | Super G     | Laurie Graham     | Michela Figini           | Debbie Armstrong         |
| 8 janvier 1984                                      | Puy-Saint-Vincent         | Combiné     | Gerry Sorensen    | Irene Epple              | Marina Kiehl             |
| 13 janvier 1984                                     | Bad Gastein               | Descente    | Hanni Wenzel      | Irene Epple              | Maria Walliser           |
| 14 janvier 1984                                     | Bad Gastein               | Slalom      | Perrine Pelen     | Roswitha Steiner         | Dorota Tlałka-Mogore     |
| 14 janvier 1984                                     | Bad Gastein               | Combiné     | Hanni Wenzel      | Olga Charvátová          | Tamara McKinney          |
| 15 janvier 1984                                     | Maribor                   | Slalom      | Erika Hess        | Tamara McKinney          | Christin Cooper          |
| 21 janvier 1984                                     | Verbier                   | Descente    | Maria Walliser    | Holly Flanders           | Olga Charvátová          |
| 22 janvier 1984                                     | Verbier                   | Slalom      | Anni Kronbichler  | Maria Epple              | Erika Hess               |
| 22 janvier 1984                                     | Verbier                   | Combiné     | Erika Hess        | Olga Charvátová          | Brigitte Oertli          |
| 23 janvier 1984                                     | Limone Piemonte           | Slalom      | Daniela Zini      | Maria Rosa Quario        | Christin Cooper          |
| 28 janvier 1984                                     | Megève                    | Descente    | Michela Figini    | Elisabeth Kirchler       | Sylvia Eder              |
| 29 janvier 1984                                     | Saint-Gervais             | Géant       | Erika Hess        | Christin Cooper          | Carole Merle             |
| 29 janvier 1984                                     | Saint-Gervais Megève      | Combiné     | Michela Figini    | Elisabeth Kirchler       | Liisa Savijarvi          |
| Jeux olympiques à Sarajevo du 13 au 19 février 1984 |                           |             |                   |                          |                          |
| 3 mars 1984                                         | Mont Sainte-Anne          | Descente    | Holly Flanders    | Marie-Luce Waldmeier     | Sylvia Eder              |
| 4 mars 1984                                         | Mont Sainte-Anne          | Super G     | Marina Kiehl      | Elisabeth Kirchler       | Christin Cooper          |
| 7 mars 1984                                         | Lake Placid               | Géant       | Christin Cooper   | Marina Kiehl             | Maria Epple              |
| 10 mars 1984                                        | Waterville Valley         | Slalom      | Tamara McKinney   | Brigitte Gadient         | Perrine Pelen            |
| 11 mars 1984                                        | Waterville Valley         | Géant       | Tamara McKinney   | Erika Hess               | Christin Cooper          |
| 17 mars 1984                                        | Jasná                     | Géant       | Erika Hess        | Michela Figini           | Christin Cooper          |
| 18 mars 1984                                        | Jasná                     | Slalom      | Roswitha Steiner  | Perrine Pelen            | Paoletta Magoni-Sforza   |
| 20 mars 1984                                        | Zwiesel                   | Slalom      | Hanni Wenzel      | Tamara McKinney          | Perrine Pelen            |
| 21 mars 1984                                        | Zwiesel                   | Slalom      | Tamara McKinney   | Erika Hess               | Blanca Fernández Ochoa   |
| 24 mars 1984                                        | Oslo                      | Slalom      | Tamara McKinney   | Dorota Tlałka-Mogore     | Perrine Pelen            |

## Coupe des nations
| Rang | Nom                  | Points | Victoire(s) | Podium(s) |
| ---- | -------------------- | ------ | ----------- | --------- |
| 1    | Suisse               | 1933   | 20          | 48        |
| 2    | Autriche             | 1678   | 11          | 45        |
| 3    | États-Unis           | 779    | 9           | 27        |
| 4    | Allemagne de l'Ouest | 608    | 3           | 12        |
| 5    | France               | 518    | 1           | 13        |
| 6    | Italie               | 502    | 2           | 11        |
| 7    | Liechtenstein        | 499    | 9           | 14        |
| 8    | Suède                | 424    | 7           | 13        |
| 9    | Canada               | 408    | 4           | 9         |
| 10   | Yougoslavie          | 344    | -           | 5         |

| Rang | Nom                  | Points | Victoire(s) | Podium(s) |
| ---- | -------------------- | ------ | ----------- | --------- |
| 1    | Autriche             | 1141   | 8           | 32        |
| 2    | Suisse               | 1074   | 9           | 24        |
| 3    | Suède                | 422    | 7           | 13        |
| 4    | Italie               | 344    | -           | 6         |
| 5    | Yougoslavie          | 270    | -           | 5         |
| 6    | États-Unis           | 237    | 3           | 7         |
| 7    | Liechtenstein        | 228    | 4           | 7         |
| 8    | Luxembourg           | 222    | 5           | 10        |
| 9    | Canada               | 166    | 1           | 5         |
| 10   | Allemagne de l'Ouest | 118    | -           | -         |

| Rang | Nom                  | Points | Victoire(s) | Podium(s) |
| ---- | -------------------- | ------ | ----------- | --------- |
| 1    | Suisse               | 859    | 11          | 24        |
| 2    | États-Unis           | 542    | 6           | 20        |
| 3    | Autriche             | 537    | 3           | 13        |
| 4    | Allemagne de l'Ouest | 490    | 3           | 12        |
| 5    | France               | 442    | 1           | 13        |
| 6    | Liechtenstein        | 271    | 5           | 7         |
| 7    | Canada               | 242    | 3           | 4         |
| 8    | Tchécoslovaquie      | 237    | -           | 3         |
| 9    | Italie               | 158    | 2           | 5         |
| 10   | Yougoslavie          | 74     | -           | -         |

Classement final